# Lutonjica Toporko i devet župančića
Lutonjica Toporko i devet župančića je pripovijetka iz knjige Ivane Brlić-Mažuranić Priče iz davnine. Glavni lik priče je Lutonjica Toporko, a ostali likovi su djed Neumijka, župančići, baka, drvodjelja, dvorski i župan. Događaji se odvijaju u jednoj županiji u vrlo davno doba. Poruka djela je da treba živjeti u skladu s prirodom, a ne graditi mostove ni prema njoj ni prema ljudima.

## Sadržaj
Priča počinje o tome kako je seoski župan Jurina vidio na livadi devet javorića koji niotkuda nisu imali vode, pa naredio seljanima da do njih dovedu vodu. Čarobnjaku Neumijku ovo bi milo, te odluči da u znak zahvalnosti pomogne županu. Bogati Jurina je, naime, bio vrlo tužan jer nije imao djece. Djed Neumijko savjetuje župana što da radi s devet javorića da bi od njih postali župančići. Uz javoriće zajedno je rastao i jedan grabić. Kad je po čarobnjakovu savjetu posječeno devet javorića, posječen je i grabić. Njega je župan dao drvodelji da napravi toporište (držalje). Drvodeljina žena, međutim, postupi isto kao i županova: stavi grabov panjić u kolijevku i stane ga ljuljati do ponoći, a tad se od njega stvori sitan momčić kao što se od javorova stvoriše župančići koji su, pak, bili znatno krupniji. Pošto je bio namenjen za držalje (toporište), baka mu dade ime Toporko. Drugi dio imena Lutonjica u vezi je s legendom o djetetu stvorenom od komada drveta. Rasli župančići, ali bez kose, jer Jurina nije do kraja ispoštovao Neumijkov savjet. Rastao i Toporko i jednog dana poželi da se sretne s braćom. Otkriva im tajnu da su zajedno rasli. Župan sa sinovima izlazi na konjima izvan tvrđave. Njegov glavni zapovjednik postaje zavidan i namjerava sjekirom pobiti župančiće. Međutim, Toporko se pretvara u držač sjekire i sprječava nesreću. Djed Neumijka svojim čudnim moćima u oblake odvodi Toporka i devet župančića. Oni postaju njegovi đaci. Prolaze kroz nevolje i patnje, a osvetoljubivi djed Neumijka nikako im ne da da se vrate na zemlju. Malešni, ali mudri Toporko lukavstvom doznaje od Neumijka tajnu povratka na zemlju. Također, savjetuje župana kako će doznati tko je od njegovih dvorjana htio nauditi župančićima te zatim, uz bakinu pomoć, ostvaruje svoj plan o bijegu s devet župančića od Neumijke. Zlobnog županovog zapovjednika stiže zaslužena kazna. Župan naređuje da se sruše zidovi kojima je grad bio odvojen od ostatka županije. Župan je ostario, ali su dorasli župančići...

## Vanjske poveznice

### Sestrinski projekti
|  | Wikizvor ima izvorni tekst Lutonjica Toporko i devet župančića |

### Mrežna sjedišta
- Baza bajki – Ivana Brlić-Mažuranić: »Lutonjica Toporko i devet župančića«
- U svijetu bajki Ivane Brlić-Mažuranić (Slavonski Brod): "Lutonjica Toporko i devet župančića" na pozornici Svijeta bajki  Arhivirana inačica izvorne stranice od 19. travnja 2015. (Wayback Machine)